# 唐再豐
唐再豐（?—?年），字蕓洲，別號桃花仙館主，蘇州人，自幼素好雜技，于戲法猶屬傾心，遂物色秘訣，遍訪名師，致力於收集魔術達三十年之久，於1895年編成《鵝幻彙編》一書，又稱《戲法圖說》或《中外戲法圖說》，收錄許多魔術，也兼收七巧板、魯班鎖等益智遊戲。